# Festuca subulata
Festuca subulata là một loài thực vật có hoa trong họ Hòa thảo. Loài này được Bong. mô tả khoa học đầu tiên năm 1832.